# Episodi di Reno 911! (seconda stagione)
La seconda stagione della serie televisiva Reno 911! è stata trasmessa in anteprima negli Stati Uniti d'America da Comedy Central tra il 9 giugno 2004 e il 22 settembre 2004.
| nº | Titolo originale                  | Titolo italiano | Prima TV USA      | Prima TV Italia |
| -- | --------------------------------- | --------------- | ----------------- | --------------- |
| 1  | Dangle Gets Promoted              |                 | 9 giugno 2004     |                 |
| 2  | Wiegel's New Boyfriend            |                 | 16 giugno 2004    |                 |
| 3  | British Law                       |                 | 23 giugno 2004    |                 |
| 4  | Dangle's Wife Visits              |                 | 30 giugno 2004    |                 |
| 5  | Religion in Reno                  |                 | 7 luglio 2004     |                 |
| 6  | Fire Fighters Are Jerks           |                 | 14 luglio 2004    |                 |
| 7  | Not Without My Mustache           |                 | 21 luglio 2004    |                 |
| 8  | Security for Kenny Rogers         |                 | 28 luglio 2004    |                 |
| 9  | More FBI Help                     |                 | 4 agosto 2004     |                 |
| 10 | Raineesha X                       |                 | 11 agosto 2004    |                 |
| 11 | Clementine and Garcia Are Dating  |                 | 18 agosto 2004    |                 |
| 12 | Jones and Garcia's Drug Stake-Out |                 | 25 agosto 2004    |                 |
| 13 | President Bush's Motorcade        |                 | 1º settembre 2004 |                 |
| 14 | Junior Gets Married               |                 | 8 settembre 2004  |                 |
| 15 | Department Investigation (Part 1) |                 | 15 settembre 2004 |                 |
| 16 | Department Investigation (Part 2) |                 | 22 settembre 2004 |                 |